# Kulczyn (osada w województwie mazowieckim)
Kulczyn – osada w Polsce położona w województwie mazowieckim, w powiecie zwoleńskim, w gminie Przyłęk.
W latach 1975–1998 miejscowość administracyjnie należała do województwa radomskiego.